# Психиатрическая клиническая больница № 1 имени Н. А. Алексеева
Психиатри́ческая клини́ческая больни́ца № 1 и́мени Н. А. Алексе́ева (Алексеевская больница, с 1922 по 1994 — имени П. П. Кащенко; также известна в простонародье как Кащенко, Канатчикова дача) — психиатрическая клиника в Москве, расположенная по адресу Загородное шоссе, д. 2.
После проведённой в 2017 году реформы является одной из трёх московских больниц данного профиля наряду с ПКБ № 4 имени П. Б. Ганнушкина и ПКБ № 13. В экстренном, неотложном и плановом порядке в больнице оказывают первичную и специализированную психиатрическую помощь, паллиативную медицинскую помощь и реабилитацию.

## История

### Предыстория
До 1887 года, когда была открыта университетская клиника душевных болезней в составе Клинического городка на Девичьем поле,  в Москве существовала лишь одна психиатрическая больница — Преображенская. Её не хватало для оказания необходимой помощи всем нуждающимся. Врачи Сергей Корсаков и Виктор Буцке обратились к городскому голове Николаю Алексееву с просьбой о постройке ещё одной психиатрической больницы. Алексеев начал искать финансирование среди частных лиц.
Изначально возведение новой больницы не планировалось, собирались лишь пристроить корпус к Преображенской. 14 марта 1889 года, учитывая значительную сумму собранных средств, на заседании городской думы Алексеев предложил построить новую психиатрическую больницу на 300 мест.

Если бы вы взглянули на этих страдальцев, лишённых ума, из которых многие сидят на цепях в ожидании нашей помощи, вы не стали бы рассуждать о каких-то проектируемых переписях, а прямо приступили бы к делу. Для этого нужно немедленно найти помещение и сегодня же его отопить, завтра наполнить койками, а послезавтра — больными… У вас нет коек? Я дам вам на время городские койки. У вас нет белья? Я дам вам запасное городское бельё. Я сделаю все, чтобы приют открылся не далее как через десять дней.
— из выступления Николая Алексеева на заседании городской думы
25 января 1889 года Тихон Ильич Назаров внёс первую сумму в размере 25 тысяч рублей, вскоре увеличив пожертвование до 50 тысяч. Купец Иван Денисович Баев-старший и его жена Анна пожертвовали 200 тысяч рублей, промышленник Тимофей Морозов — 100 тысяч. Меценаты оказывали помощь не только деньгами, но и материалами, рабочей силой. К концу 1889 года сумма пожертвований превысила 500 тысяч рублей. Согласно легенде, один из купцов сказал Алексееву: «Поклонись при всех в ноги — дам миллион на больницу», градоначальник поклонился и получил деньги. На территории больницы расположен мемориал с высеченными фамилиями всех меценатов.
9 октября 1890 года купец Флор Ермаков пожертвовал 300 тысяч рублей на строительство отдельного корпуса на 100 мест, получившего его имя. В октябре 1892 года душеприказчик Е. А. Куна пожертвовал 150 тысяч рублей с условием посвящения: одно из отделений больницы получит название «отделение Д. А. Кун», а в марте 1893 года вдова Алексеева, исполнив просьбу мужа, пожертвовала 300 тысяч рублей на возведение второй половины больничных зданий. В общем счёте на постройку больницы в период с 1889 по 1902 год потрачено более 1,2 миллиона рублей. Все средства были получены от частных лиц.

### Открытие и начало деятельности
В мае 1889 года под председательством Алексеева состоялись совещания психиатров и представителей городского управления для выяснения типа будущей больницы и места для её постройки. 27 июня 1889 по результату этих переговоров было решено построить больницу на месте бывшей усадьбы коллекционера, действительного статского советника Ивана Петровича Бекетова, брата издателя Платона Петровича Бекетова. В 1835 году усадьбу с главным домом, парком с оранжереей и прудом, зимним садом и птичником выкупил купец Козьма Иванов Канатчиков, в результате чего за местностью закрепилось название Канатчикова дача. В 1868 году Канатчиков продал участок городской думе для размещения скотобойни. Общая площадь выделенной территории составила 59 гектаров. Контроль за возведением новой лечебницы поручили городской управе.
Врачом Виктором Буцке была составлена программа с указаниями для архитектора, которая учитывала специфику будущего здания и предполагала возведение двухэтажных каменных корпусов, соединённых между собой тёплыми переходами. На основании этой программы архитектором Леонидом Васильевым был составлен проект больницы в русском стиле. Общая смета составила более 800 тысяч рублей, и пожертвованных средств не хватало. 9 октября 1890 года городская дума постановила разделить строительство на несколько этапов. В первую очередь решили построить центральный корпус с церковью, хозяйственный корпус, дом для служащих и половину больницы.
В 1891 году состоялась торжественная закладка больницы. 18 мая 1893 года по указу Александра III городская дума постановила присвоить больнице имя Николая Алексеева. К маю 1894 года была готова первая очередь больницы (левая часть главного корпуса на 150 мест, административные и хозяйственные помещения со службами и отделение Ермакова). 12 мая того же года состоялось открытие и освящение больницы. Главным врачом был назначен Виктор Буцке.
5 декабря 1899 года на средства И. В. Зайцева и Ю. А. Борисовой, давших по 8 тысяч рублей, открыли два небольших корпуса. В декабре 1900 года открылся женский корпус для 72 пациентов с хроническими заболеваниями. Имя корпусу было присвоено в честь спонсора строительства Александра Сергеевича Капцова, который пожертвовал 82 тысячи рублей. В 1902 году на средства Александры Алексеевой, вдовы Николая Алексеева, при больнице выстроили электрическую станцию и сделали освещение во всех больничных и служебных помещениях, а также в квартирах служащих.
В 1902 году под палаты были оборудованы помещения, которые занимал врач Ермаковского отделения, где удалось разместить ещё 20 кроватей. По данным внутреннего учёта, средний срок пребывания в больнице на то время составлял 217 дней. В 1903—1904 годах на средства Алексеевой и по завещанию Александры Ксенофонтовны Медведниковой больница получила в общем счёте 30 тысяч рублей. Эти средства направили на строительство лечебных мастерских. Здания спроектировал архитектор Александр Мейснер. Открытие состоялось в 1905 году.

### Работа в начале XX века
Главные здания больницы располагались в возвышенной части дачи (16 саженей над уровнем Москвы-реки), почти в центре участка. Шоссе, ведущее в больницу, разделяло его на две главные группы: к востоку от шоссе располагались здания с квартирами для служащих и надворные постройки, к западу — больничные здания, административный корпус и расположенные позади него хозяйственные корпуса (кухня, баня, прачечная и другое), которые разделялись на две половины — мужскую и женскую.
Каждая половина представляла собой четыре каменные постройки-павильона. Первый павильон соединялся с административным корпусом тёплым переходом. На его нижнем этаже находилось отделение для вновь поступающих и требующих особо тщательного медицинского надзора и ухода пациентов. Наверху размещались спокойные пациенты и выздоравливающие. К этому зданию примыкало ещё одно абсолютно такое же, составляющие снаружи одно целое, в котором внизу размещались слабые пациенты, соматические, а наверху полуспокойные. Затем под прямым углом шёл тёплый переход, ведущий к третьему зданию, где внизу размещались более беспокойные пациенты, а наверху более спокойные, затем через тёплый переход — небольшая одноэтажная постройка для наиболее буйных.
Первые три павильона являлись отделениями больницы. Каждое из них было рассчитано на 23—27 человек и представляло маленькую самостоятельную лечебницу, где есть всё для автономного существования. Рядом со спальнями было несколько комнат для дневного пребывания. Около обширной общей столовой находился буфет, а за ним — задняя лестница, на кухню. Кроме общих спален, в каждом отделении имелось по пять отдельных комнат и по пять в пристройках для буйных. В отделениях для спокойных пациентов они служили для размещения пациентов из более культурных слоёв общества, не привыкших спать в общих спальнях, — они были комфортно меблированы и не имели дополнительных средств защиты. В отделениях для буйных больных комнаты служили изоляторами и были обиты мягкими матрацами, на окнах стояли корабельные стёкла, из мебели имелась только кровать. Размеры изоляторов: длина — 6 аршин, ширина — 3 аршина, высота — 5. Общие спальни были рассчитаны на 6—8 пациентов (длина — 7—8 аршин, ширина — 8, высота — 5—6).
В каждом из отделений имелась одна комната для рукоделия или общественных игр, столовая, комната для свиданий с родственниками, кабинет для врачей, который находился между отделениями или при входе в отделение. На нижних этажах из комнат для дневного пребывания имелись выходы на веранду и в сад. Также в каждом отделении имелись ванные комнаты с умывальниками. Другие более сложные гидротерапевтические приспособления находились только в одной из ванных комнат в среднем флигеле. Помещения для надзирателей располагались у задней лестницы и имели отдельные входы. Они включали небольшую прихожую, одну большую комнату и кухню.
Между мужским и женским корпусами располагалось двухэтажное административное здание. На первом этаже находились: прихожая с помещением для швейцара, обширный вестибюль, служебные помещения, приёмная, канцелярия, комната для дежурного врача, кабинет директора. На втором этаже: церковь с дубовым иконостасом, зал для общественных собраний, комната для врачебных совещаний, библиотека и лаборатория. На территории была ещё одна церковь, предназначенная исключительно для отпевания усопших. Она находилась при часовне, расположенной в стороне, и была не видна из окон больницы.
Напротив административного здания располагался хозяйственный корпус. В нём размещались котельная для центрального парового отопления, кухня, имеющая отдельные входы для мужской и женской прислуги, помещение для чистки овощей, помещение для мытья посуды, кладовая, помещение для поваров, две кухни для прислуги, составляющей артель и питающейся на собственные средства. Затем были мастерские: слесарная и столярная. Также имелись прачечная для мелкой стирки, баня, сушильня и узельная для хранения вещей пациентов.
Позади мужской половины лечебницы располагался корпус Ермакова. В корпусе пациенты размещались в больших комнатах, рассчитанных на 20—30 человек. Большинство спален находились на втором этаже. Имелась одна изоляционная комната. Позади женской половины расположен корпус имени Капцова. К каждой половине, мужской и женской, прилегали пять садов, из которых только два — для беспокойных и буйных пациентов — были обнесены заборами. Остальные имели только невысокий деревянный трельяж, отделяющий их от дороги и леса. Существовало шесть мастерских. Для мужчин — корзиночная, переплётная, столярная, сапожная, портновская. Для женщин — швейная.
Периодически в больнице устраивались музыкально-литературные и танцевальные вечера. В отделениях были бильярды, шахматы, шашки и другие игры, библиотека (насчитывала 2048 книг, а также регулярно пополнялась различными газетами и журналами).
Статистика количества пациентов
| Год  | Мужчины | Женщины |
| ---- | ------- | ------- |
| 1895 | 91      | 53      |
| 1896 | 101     | 133     |
| 1897 | 156     | 108     |
| 1898 | 235     | 165     |
| 1899 | 291     | 204     |
| 1900 | 324     | 211     |
| 1901 | 329     | 264     |
| 1902 | 343     | 273     |
| 1903 | 342     | 275     |

### Патронаж
С момента открытия больницы действовала система сельского патронажа — спокойных и безопасных пациентов, не имевших родственников, «отдавали» в крестьянские семьи в ближайшие сёла и деревни (например, в Дальнее-Беляево, Тропарёво, Никулино, Деревлёво и другие). Принимающая семья должна была обеспечить для пациентов отдельную небольшую спальню с кроватью и столиком. Также семья обеспечивала питание больного, обязательно за общим столом. Участие пациентов в работах допускалось только с согласия самих больных. Принимающая семья получала денежное вознаграждение за патронаж — по 9 руб 50 коп.[уточнить] Сумма пособия была фиксированной и не зависела от пола пациента, его болезни и работоспособности. Также больница обеспечивала каждого пациента одеждой, обувью, матрасами, подушками, одеялами, постельным бельём, табаком и спичками, деньгами на карманные расходы. Общая стоимость содержания больного на патронаже составляла 160—170 рублей в год, или 50—60 % от стоимости содержания больного в больнице.
Подбор пациентов для патронажа происходил с особой тщательностью: в семью не направляли пациентов с эпилепсией, обострениями, склонностью к суициду, алкоголизмом. При ухудшении состояния больного немедленно переводили обратно в больницу. Пациенты для патронажа отбирались врачами. Надзор за принимающими лежал на надзирателях и их помощниках. В их обязанности входило ежедневно обходить пациентов, в особых случаях 2—3 раза в день. К открытию Алексеевской больницы в патронаже находилось 19 человек.
Число пациентов на патронаже
| Год  | Поступило | Выбыло | На конец года |
| ---- | --------- | ------ | ------------- |
| 1894 | 4         | 7      | 16            |
| 1895 | 30        | 19     | 27            |
| 1896 | 37        | 44     | 20            |
| 1897 | 16        | 18     | 18            |
| 1898 | 18        | 18     | 18            |
| 1899 | 24        | 16     | 26            |
| 1900 | 36        | 27     | 35            |
| 1901 | 128       | 70     | 93            |
| 1902 | 142       | 99     | 136           |
| 1903 | 184       | 121    | 199           |

С 1903 года приём пациентов осуществлялся исключительно по направлению врачей-психиатров (до этого — городской управы). С того же года был организован городской патронаж. Таким образом, непосредственно в больницу попадали только больные в стадии обострения или в беспокойном состоянии. Пациенты, которые не нуждались в постоянном присмотре, поручались на попечение семьям под руководством врачей-психиатров. В больнице учредили должность врача для городского патронажа, в его обязанности входило наблюдение за патронажными пациентами. Принимающим семьям городским управлением выплачивалось пособие, определяемое в каждом конкретном случае директором больницы, комиссией врачей и утверждаемое городской управой.

### Советский период
В 1922 году больнице присвоили имя известного врача-психиатра Петра Кащенко, возглавлявшего её с 1904 по 1907 год. В 1930-е годы территория больницы уменьшилась вдвое — до 29,5 га. Сельский патронаж упразднили, вместо него открыли сельскохозяйственную колонию «Тропарёво», просуществовавшую до 1969 года. Также в 1930-е годы Медведниковская детская лечебница стала детским отделением больницы (с 1962 года — Детская психиатрическая больница № 6).
Во время Великой Отечественной войны основным методом, применяемым для лечения душевнобольных, была электросудорожная терапия. Также при больнице был открыт центр для лечения раненых с черепно-мозговыми травмами.
В 1950—1970 годы возвели пять корпусов, два здания для лечебно-трудовых мастерских на 450 рабочих мест, а также новый комплекс оранжерей и парников. Был открыт филиал больницы — «Поливаново». С 1951 года больница имеет статус клинической и ведёт образовательную деятельность по подготовке кадров высшей медицинской квалификации.

### Современность
В 1994 году больнице было возвращено прежнее название — имя Алексеева. В 1996 году в память об Алексееве по проекту архитектора Алонова Ю. Г. была построена и освящена часовня во имя Николая Чудотворца. В 1998 году в больнице, в седьмом санаторном отделении, случился пожар, во время которого были уничтожены деревянные конструкции межэтажного перекрытия и перегородок, мебель на площади около 100 м².
В 2014 году у больницы появилась собственная радиостанция, названная «Зазеркалье». Инициаторами и создателями выступили студентки журфака МГУ Дарья Лебедева и Софья Еркушова. Ведущими на радио являются пациенты. Первый прямой эфир состоялся в марте 2015 года. Материальную поддержку проекту оказывает благотворительный фонд «Добрый век».
В 2017 году открыли амбулаторный модуль Психиатрической клинической больницы № 1 имени Алексеева в шестом филиале консультативно-диагностической поликлиники № 121. В этом же году больница приняла участие в проекте «Первый опыт». Его суть заключается в помощи прохождения трудовой реабилитации пациентам с первым эпизодом шизофрении. Реабилитация проходит на базе больницы с последующей интеграцией в реальное производство.
Территория больницы в настоящее время составляет 27 гектаров. Вход и выход — свободный, на ключ закрываются только двери отделений и медицинских кабинетов. Большинство пациентов, с разрешения лечащего врача, могут гулять по территории и выходить в город. Некоторые пациенты днём уходят работать или учиться, а вечером возвращаются. Существует также дневной стационар, в котором пациенты находятся днём, а ночуют дома. На территории имеется оранжерея, где пациенты сами выращивают около 70 тысяч растений, а также музей, посвящённый истории Алексеевской больницы и психиатрии в целом. Посещение осуществляется по предварительной записи и является бесплатным. Летом музей не работает. Основателю больницы Алексееву и его роду посвящена отдельная экспозиция. Психиатры больницы являются авторами газеты «Нить Ариадны», освещающей актуальные вопросы научной и практической психиатрии.

## Врачи больницы
Главные врачи
- 1894—1903 — Виктор Романович Буцке[50]
- 1904—1907 — Пётр Петрович Кащенко[32][51][52]
- 1907—1917 — Александр Иванович Мальшин[50]
- 1917—1930 — Павел Павлович Бруханский[50]
- 1930—1950 — Илья Натанович Каганович[50]
- 1950—1964 — Александр Лаврентьевич Андреев[50]
- 1964—1987 — Валентин Михайлович Морковкин[50]
- 1987—2010 — Владимир Николаевич Козырев[50]
- 2011—2012 — Сергей Васильевич Поляков[50][53][54]
- 2012—2016 — Юрий Афанасьевич Шуляк[50]
- 2016 — настоящее время — Георгий Петрович Костюк[55][56]

В холле главного здания расположен позолоченный бюст Петра Кащенко, созданный одним из пациентов больницы. Кроме того, к 120-летию клиники в этом же холле были установлены бронзовые барельефы всех главных врачей.
Врачами больницы в разные годы были такие медики, как Сергей Корсаков, Пётр Ганнушкин, Груня Сухарева, Пётр Зиновьев, Михаил Гуревич и другие.

## Отделения и филиалы
Отделения
- Приёмное отделение
- Психиатрическое отделение неотложной помощи
- 2 отделения реанимации и интенсивной терапии
- 15 психиатрических отделений
- Отделение стационарной судебно-психиатрической экспертизы
- Клиника первого эпизода
- Дневной стационар
- Медико-реабилитационное отделение
- Отделение лучевой диагностики
- Отделение гипербарической оксигенации
- Консультативно-диагностический центр
- Клиническая лаборатория
- Патологоанатомическое отделение[59]

Филиалы
- Филиал «Психиатрическая клиническая больница № 14»
- Психоневрологические диспансеры № 1, 2, 10, 13, 15, 18, 21, 23 и 24
- Филиал «Поливаново» (в бывшей усадьбе Поливаново)[60]

## Больничный храм
Храм во имя иконы Божией Матери «Всех Скорбящих Радость» находится в административном корпусе больницы. Был освящён 25 октября 1896 года. Освящение храма возглавил епископ Можайский Тихон (Никаноров). Настоятелем был назначен иерей Исмаил Павлович Лепарский, псаломщиком — Феодор Лукич Пальшков. В 1900 году в честь Иоанна Рыльского была освящена часовня, предназначенная для отпевания усопших. В 1920 годы храм и часовня были закрыты, церковное убранство и росписи — уничтожены, а их помещения стали использоваться в административных целях. 25 мая 1994 храм был восстановлен и вновь освящён. Настоятелем стал протоиерей Александр Церковников. Многое из необходимого убранства было изготовлено в больничных мастерских. Освящение храма провёл Патриарх Алексий II.

## Больница в популярной культуре
- В творчестве В. С. Высоцкого: действие песен «Письмо в редакцию передачи „Очевидное — невероятное“ с Канатчиковой дачи» и «История болезни» (в трёх частях) происходит в больнице[6][62]. В песне «Есть телевизор…» присутствуют строки:

Ну а потом на Канатчиковой даче,

где, к сожаленью, навязчивый сервис,

я и в бреду всё смотрел передачи,

всё заступался за Анжелу Дэвис…
- Упоминается в романе Юрия Олеши «Зависть».[источник не указан 2168 дней]
- Больница и главный врач В. Козырев изображены в повести московского писателя Андрея Гусева «На краю Магеллановых облаков»[63][64].
- Запечатлена вместе с пациентами в фильме Дзиги Вертова «Кино-глаз» (1924)[65].
- Группой «Крематорий» написана песня «Кащенко»[66].
- Исполнителем «Boulevard Depo» написана и названа песня «Кащенко»[67].
- Клиника дала название стилю сетевого троллинга — кащенизму.
- Зимой 1993 года режиссёр Алексей Герман снимал тут эпизоды х/ф «Хрусталёв, машину!» (1998).